# Karl Steinhäuser

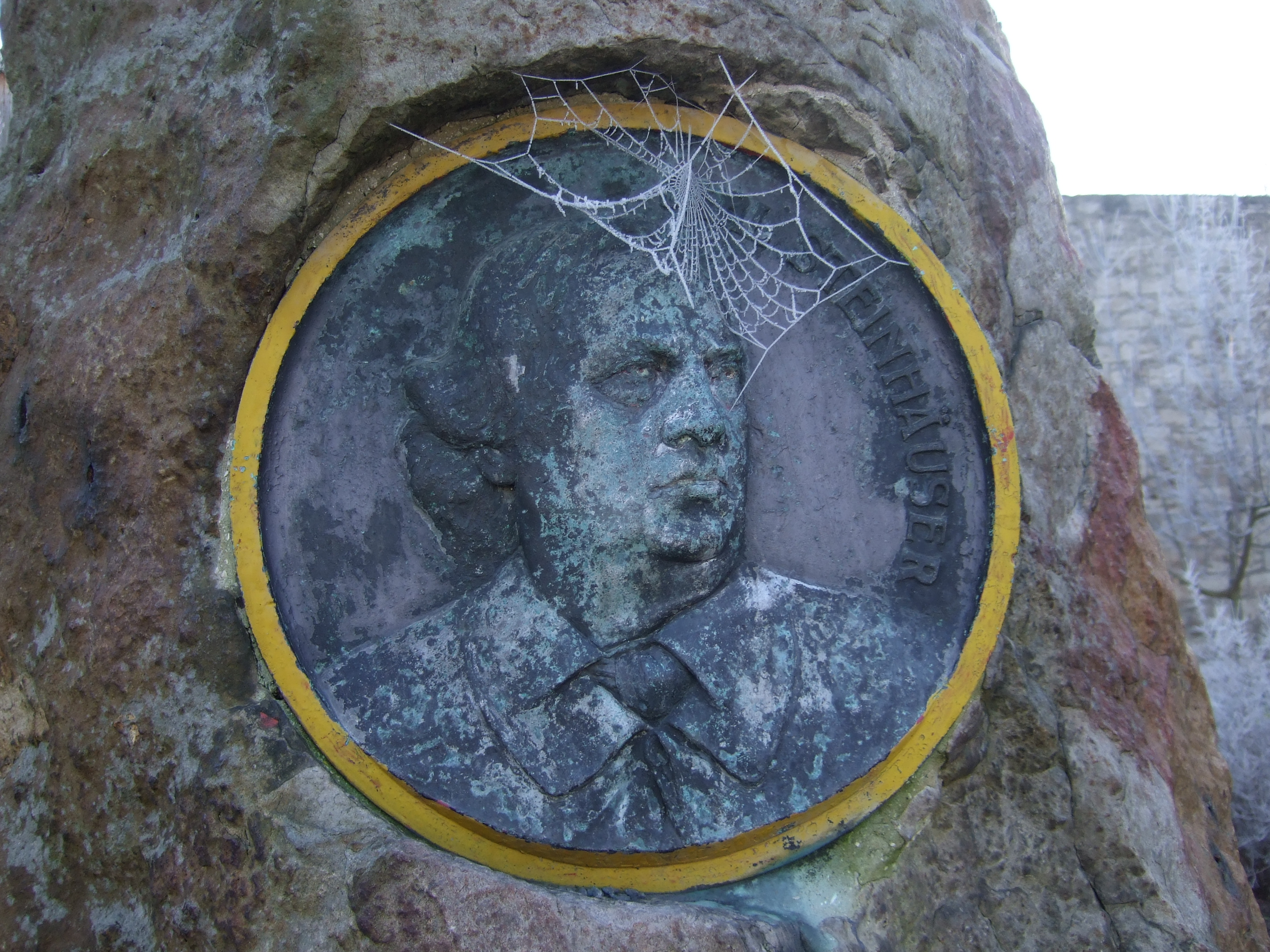
Karl Steinhäuser. Relief auf einem Gedenkstein in Mühlhausen/Thüringen

Karl Steinhäuser, auch Carl Steinhäuser, (* 8. Mai 1823 in Frankenhausen; † 13. März 1903 in Mühlhausen/Thüringen) war ein deutscher Musiker in Mühlhausen/Thüringen.

## Leben
Karl Steinhäuser war ab 1858 Organist und Königlicher Musikdirektor an der Kirche St. Marien in Mühlhausen. Er war Chorleiter des dortigen Männergesangsvereins „Arion“. Steinhäuser komponierte eine stattliche Anzahl von Werken der Chormusik und Kammermusik sowie von Orgelwerken, die beim Musikverlag Beyer in Langensalza publiziert wurden. Außerdem beförderte er den Neubau der großen Orgel von Wilhelm Sauer in der Marienkirche, einem Werk von 1891 mit mechanischer Kegellade und 61 Registern auf drei Manualen.
Karl Steinhäuser ist der Urgroßvater des Kirchenmusikers Walther Schmidt.

## Ehrungen
Zu Ehren Karl Steinhäusers wurde 1998 in Mühlhausen der Karl-Steinhäuser-Weg benannt.